# 斯文·門德
斯文·門德（德語：Sven Mende；1994年1月18日—）是一位德國足球運動員。在場上的位置是中場。他現在效力於德國足球西部地區聯賽球隊史浩克04II隊。他之前曾效力於史特加。